# Joëlle Ursull
Joëlle Ursull, född 9 november 1960 i Pointe-à-Pitre, är en fransk sångerska inom framför allt zoukmusik. Hon blev Miss Guadeloupe 1979 och är bl.a. känd för att år 1990 nått en 2:a placering i Eurovision Song Contest med låten White and Black blues skriven av Serge Gainsbourg. Hon var fram till 1988 en av tre sångerskor i den franska zoukgruppen Zouk Machine som var stora på den svarta musikscenen i Frankrike mellan 1986 och 1992. På 1990-talet inledde hon också en solokarriär.